# 753
753 (DCCLIII) var ett normalår som började en måndag i den julianska kalendern.

## Händelser

### Okänt datum
- Påven Stefan II beger sig till frankernas rike för att kröna Pippin den lille.

## Födda
- Xue Ping, kinesisk general.

## Avlidna
- 3 januari – Li Linfu, kinesisk kansler.
- Sevar, khan av första bulgariska riket.